# Scania

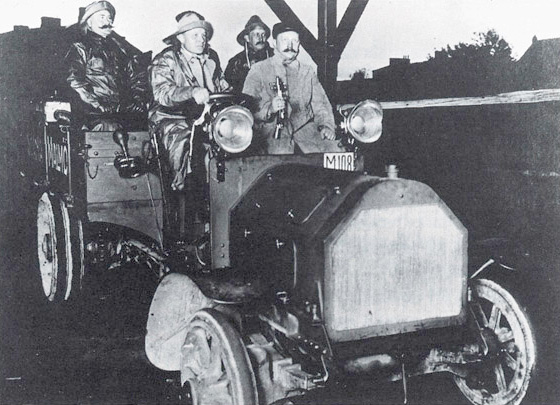
SKF (waaruit later Volvo ontstond) test een nieuwe kogellager op een Scania in 1909.

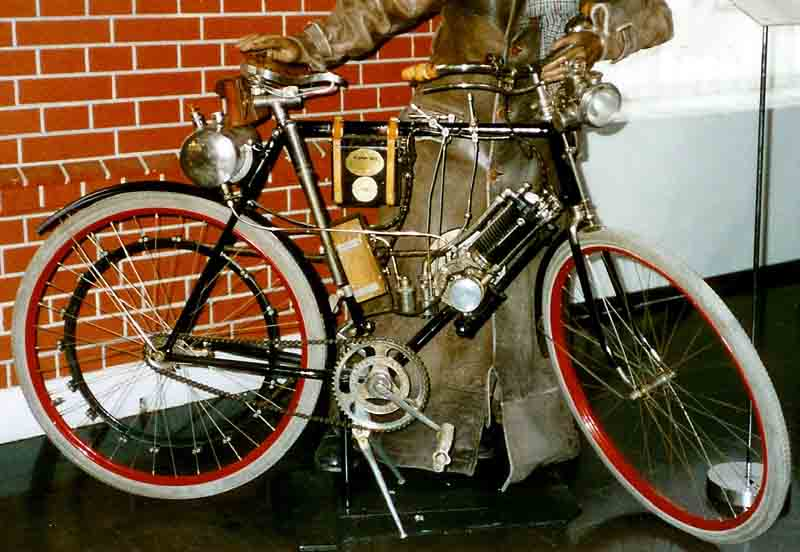
Scania motorfiets uit 1903

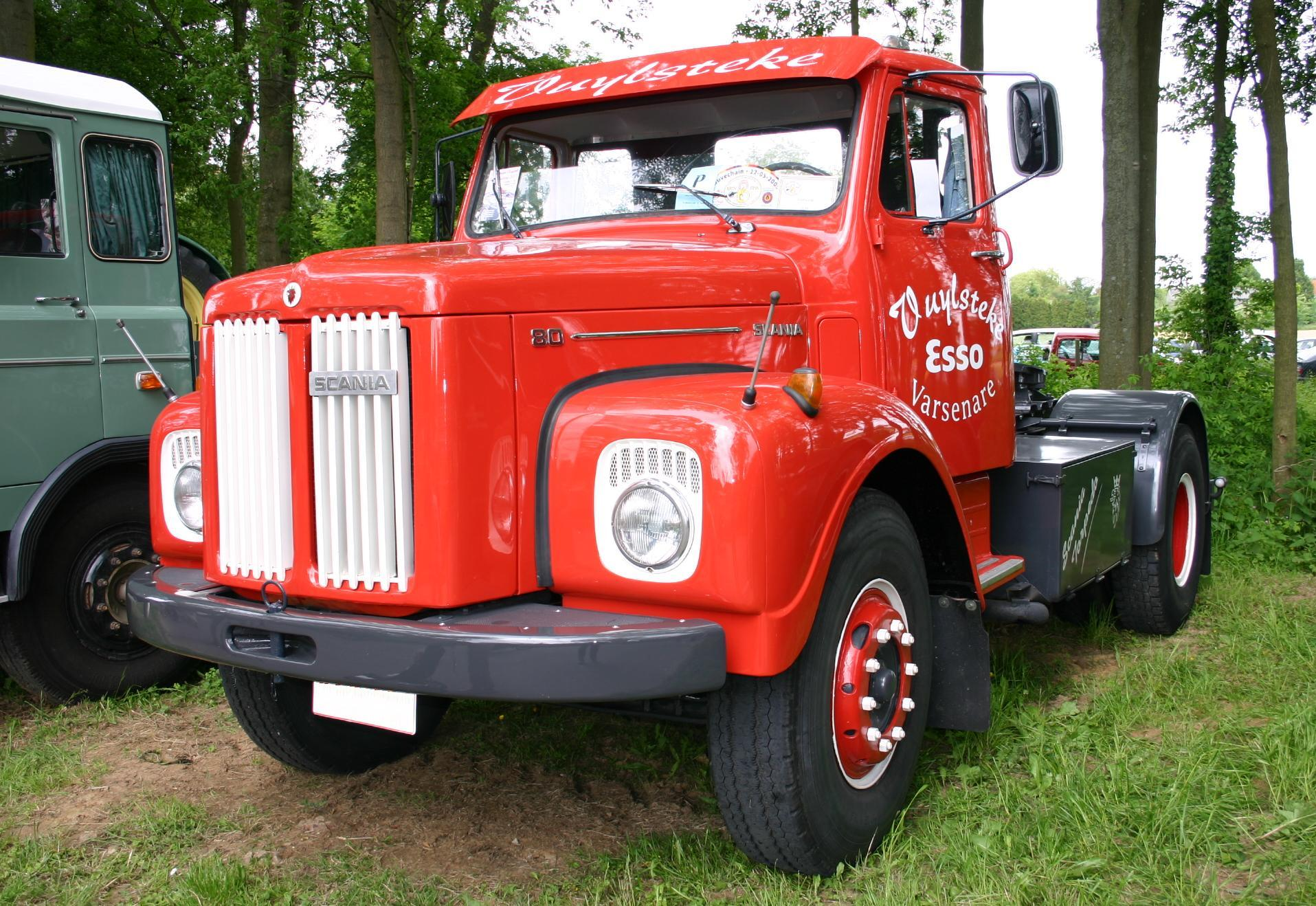
Scania-Vabis L76, na de naamswijziging omgedoopt tot Scania 80

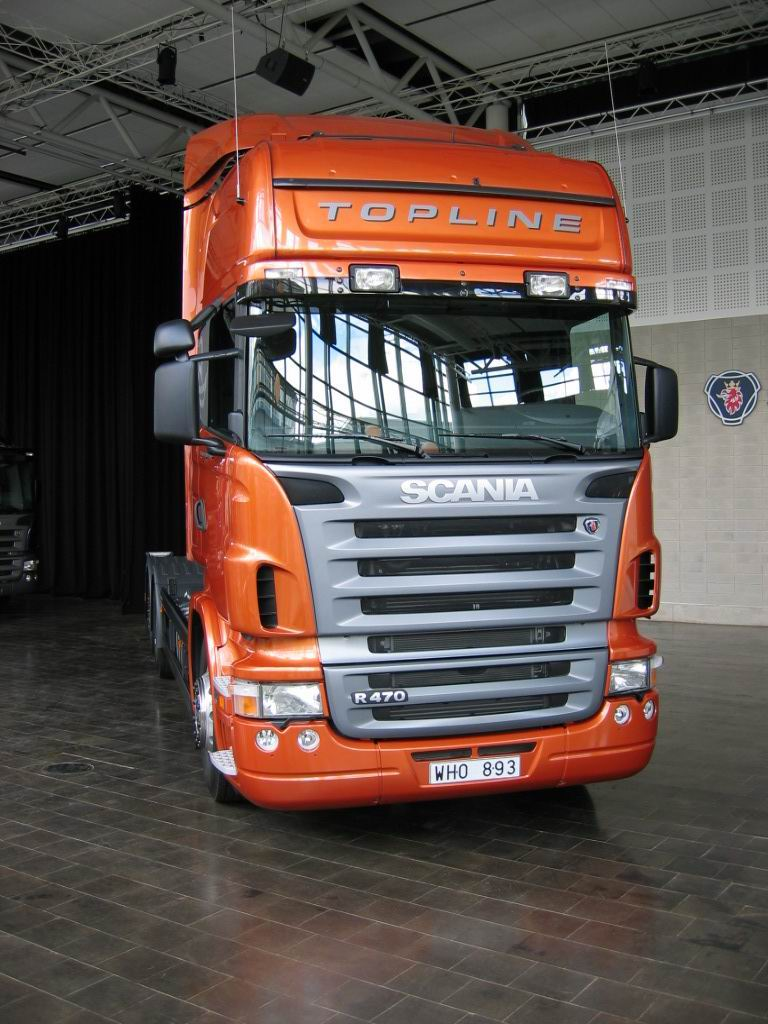
Scania R470 Topline

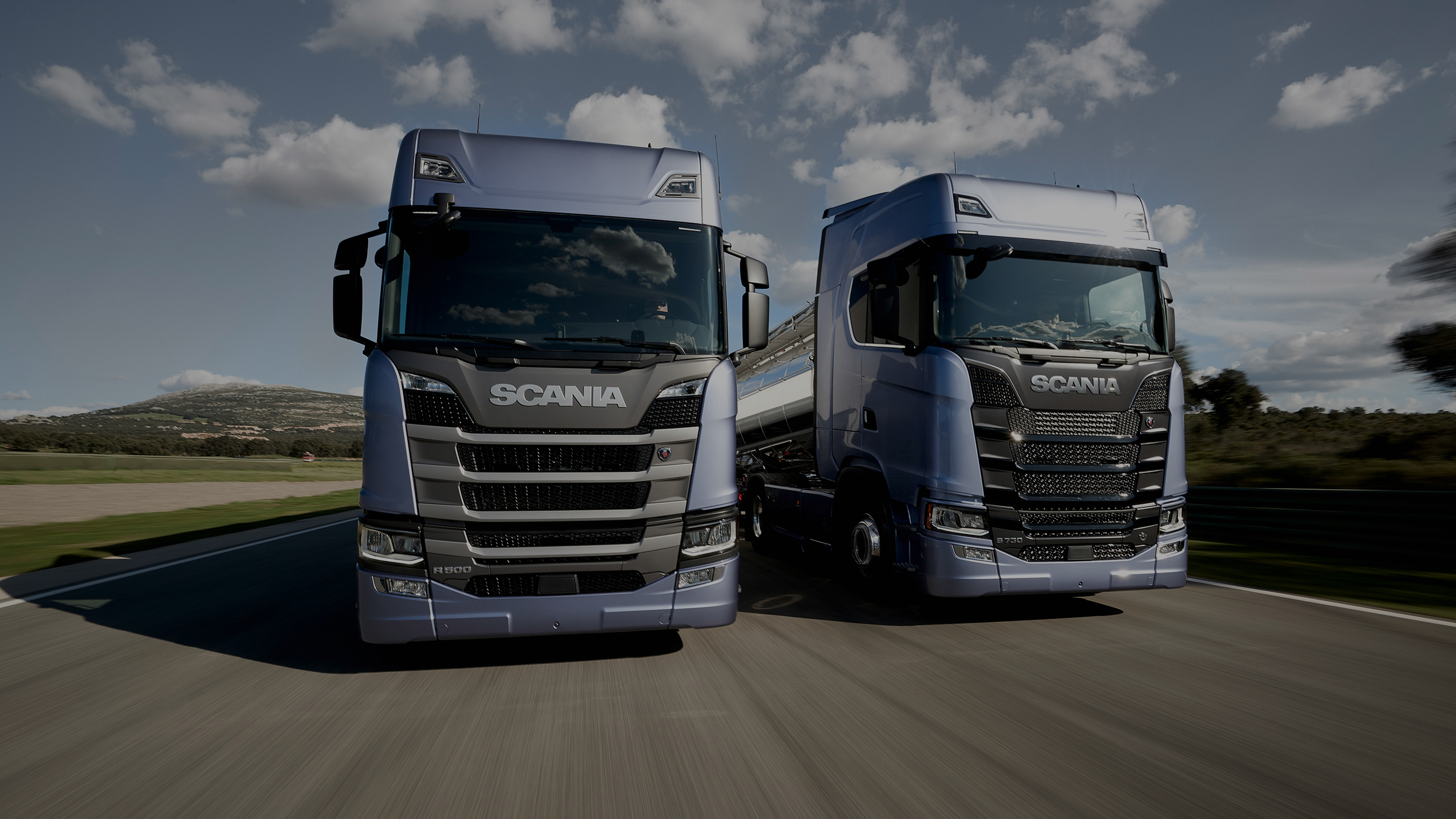
Scania R & S vrachtwagens

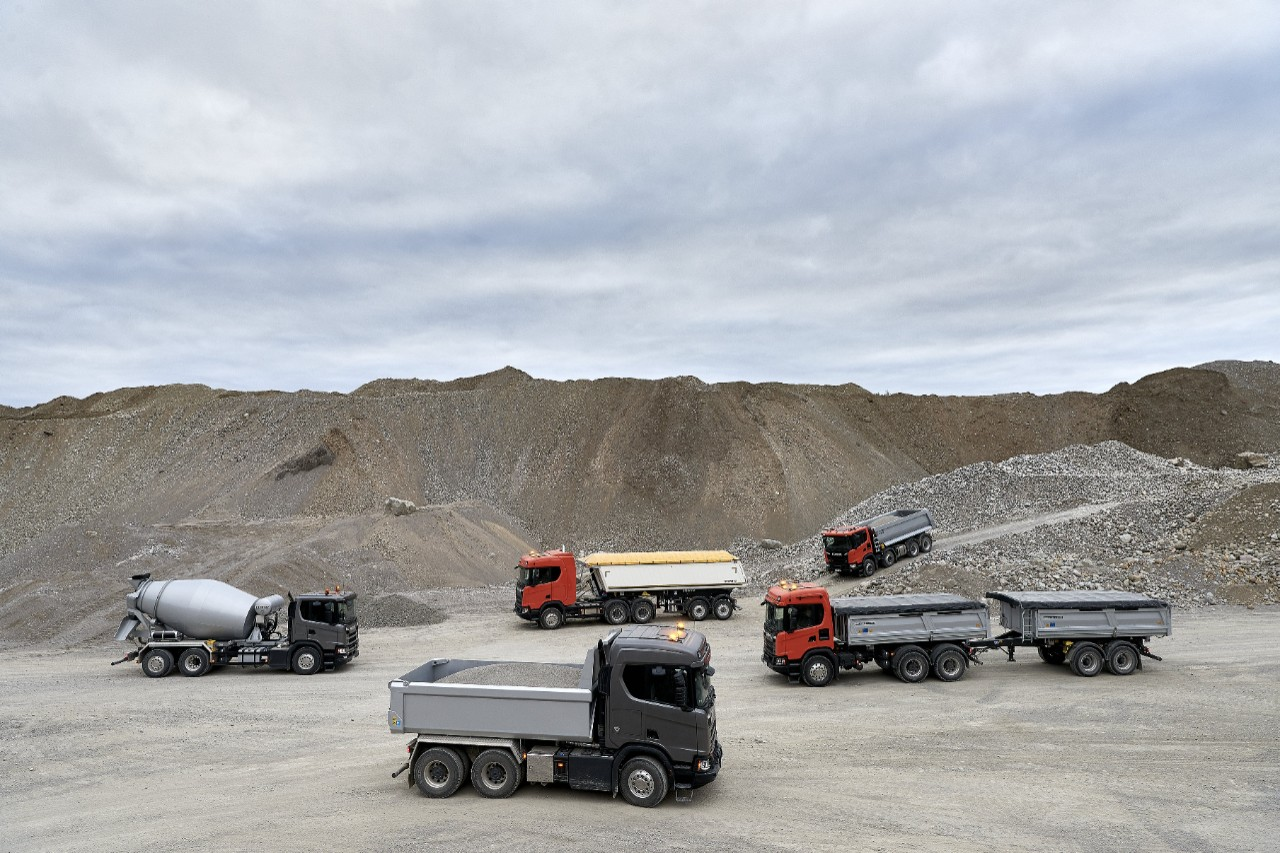
Scania XT serie

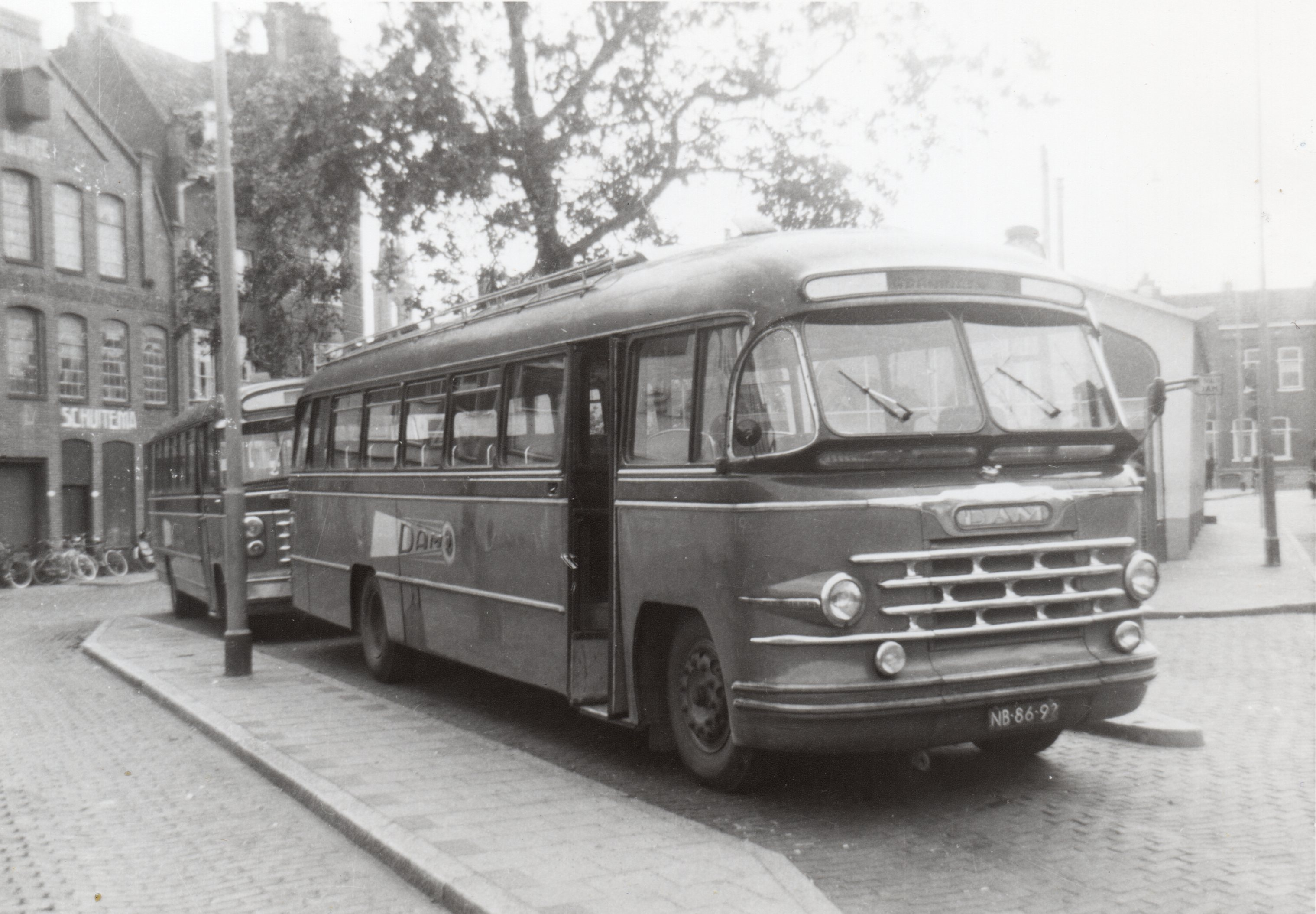
Zescilinder Scania-Vabis / Medema uit 1953 van de DAM, nummer 119.

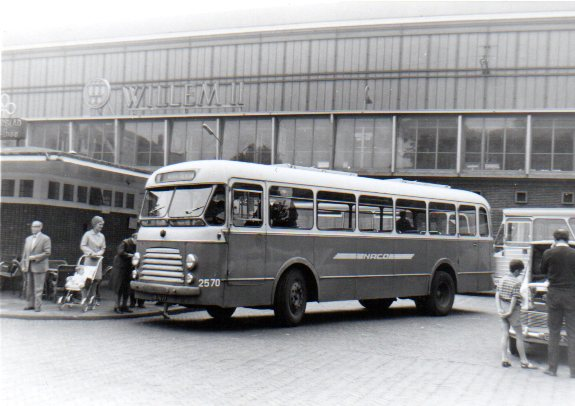
Viercilinder Scania-Vabis / Hainje uit 1956 van de NACO, nummer 2570.

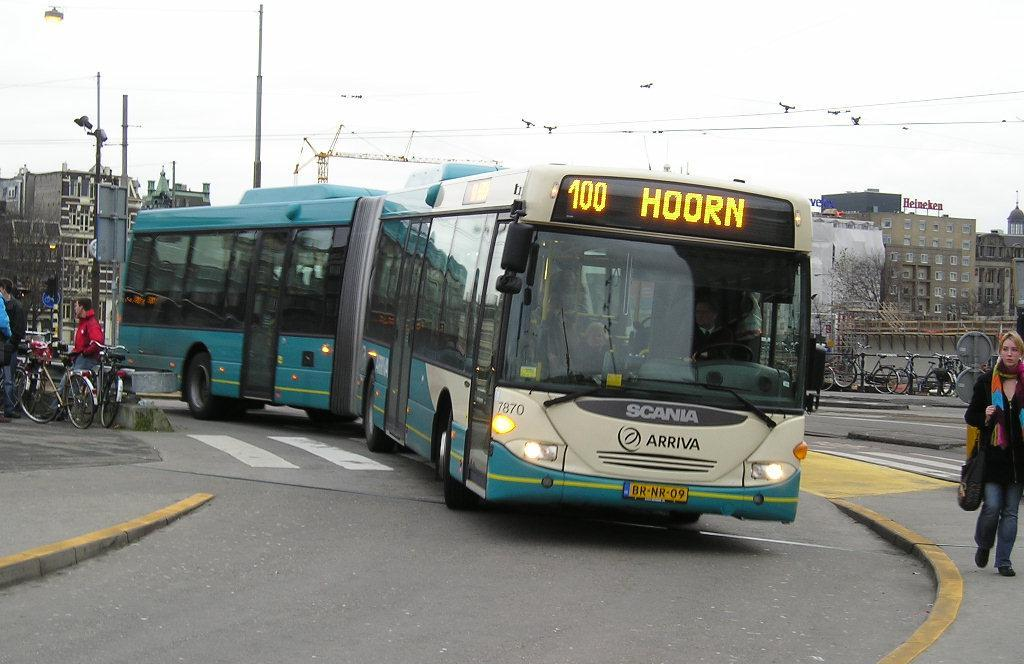
Scania OmniLink van Arriva, nummer 7870.

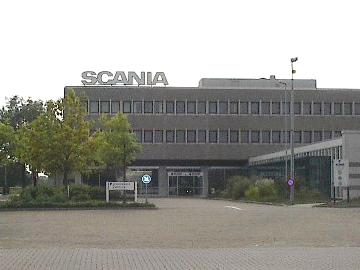
Scania-fabriek in Zwolle

Scania is een Zweeds merk van (motor)voertuigen, opgericht in 1891 in Malmö. Eerst bouwde het bedrijf fietsen, maar vanaf 1903 ook automobielen en in 1905 produceerde het zijn eerste vrachtwagen. In 1911 fuseerde het bedrijf met Vagnfabriks Aktiebolaget i Södertälje (Vabis) uit Södertälje tot Scania-Vabis, dat tot 1969 bestond. De naam werd toen gewijzigd in Scania. Van 1969 tot 1995 maakte Scania samen met Saab deel uit van Saab-Scania AB. In 2014 kwamen alle aandelen van Scania in handen van Volkswagen AG.

## Activiteiten
Scania is producent van zware bedrijfsauto's, autobussen en motoren voor industrie en scheepvaart. De onderneming heeft meerdere productievestigingen in Europa en Latijns-Amerika en is vertegenwoordigd in meer dan 100 landen. In 2024 verkocht het bedrijf 100.000 voertuigen. Het hoofdkantoor is gevestigd in Södertälje, Zweden.

### Bedrijfswagens
De bedrijfswagens van Scania bestaan uit trucks voor het transport. De typen trucks die Scania levert onderscheiden zich vooral ten aanzien van het transportdoel; zo zijn er trucks voor bijvoorbeeld de algemene lading en het voertuigtransport. Verder zijn er trucks bedoeld voor volumineuze ladingen die maximale laadruimte bieden. Voor de specifieke transportdoelen zoals de distributie, produceert Scania ook bakwagens, platforms, tankwagens en andere complete voertuigen.

#### R-serie en P-serie
Scania heeft in 2004 een nieuw modellenlijn geïntroduceerd. Hierbij werd de benaming veranderd; voorheen werd het model aangeduid met een cijfer. Voor de R-serie en P-serie worden de cabines gebruikt van de voorganger, de 4-serie. Het interieur is compleet nieuw, het exterieur is licht gewijzigd.
De R-serie is voor de lange afstand, met een hooggeplaatste cabine ten behoeve van veel en functionele cabineruimte. De P-serie heeft in grote lijnen dezelfde cabine, maar ligt lager en heeft daardoor een makkelijker instap. Het is daardoor meer geschikt voor het distributiewerk, waarbij veel in- en uitgestapt wordt. De letters R en P werden in de voorgaande modellen ook al gebruikt, maar waren niet zichtbaar op de cabine aanwezig als een typebenaming.
In 2009 introduceerde Scania een facelift voor de cabine van de R-serie en de G-serie. Hierbij veranderde onder andere het aangezicht van de grille, bumper, sideskirts en werd onder andere de accubak verplaatst. Met de aankondiging van de nieuwe V8 motoren in 2010 waren ook weer enkele minieme aanpassingen in het uiterlijk te zien.
In 2013 werd het uiterlijk opnieuw aangepast met de nieuwe "Streamline"-cabine. Deels als eerbetoon aan de voorloper uit eind jaren 80, deels als poging de stroomlijn en het verbruik te reduceren. Waar het Streamline-pakket ooit een optie was op de Scania 3-serie, zullen de aanpassingen aan de R-serie cabines standaard zijn.

#### Motoren
- 9 liter vijf cilinder lijnmotor: 230pk/1050Nm, 280pk/1400Nm en 320pk/1600Nm. (euro 5 motoren)
- 11 liter zes cilinder lijnmotor: 340pk/1600Nm
- 12 liter zes cilinder lijnmotor: 380pk/1900Nm,420pk/2100Nm en 470pk/2200Nm.
- 13 liter zes cilinder lijnmotor: 360pk/1850Nm,400pk/2100Nm,440pk/2300Nm en 480pk/2500Nm
- 16 liter acht cilinder V-motor: 500pk/2500Nm, 560pk/2700Nm en 620pk/3000Nm.
- 16,4 liter acht cilinder V-motor: 730pk/3500Nm, ook al als EEV-motor leverbaar.

De 16 liter motor is voorbehouden aan de R-serie, vanwege ruimtegebrek in de motorruimte van de P-serie.

#### Cabines
Voor de P-serie is er een dagcabine, een slaapcabine met een plat dak en een slaapcabine met normaal dak. Voor de R-serie komt daarbij een slaapcabine met een verhoogd dak, de Highline, en een slaapcabine met een extra verhoogd dak, de Topline. Er zijn ook speciale cabines beschikbaar voor de dienstensector, waaronder huisvuilwagens en brandweerwagens. De cabines worden gemaakt in de fabriek in Zweden; dit gebeurde voorheen in Meppel. Daarna gaan ze op transport naar Zwolle waar ze worden afgebouwd.

#### S-serie en R-serie
In augustus 2016 presenteerde Scania de nieuwe generatie Scania S en R na ruim twee miljard euro geïnvesteerd te hebben in de ontwikkeling. De S en R serie zijn vrachtwagens voor transport over lange afstand. De Scania S is de eerste Scania met volledig vlakke vloer en werd verkozen tot International Truck of the Year 2017. In december 2016 won de Scania S500 de Europese 1000 punten test. In september 2017 presenteerde Scania de XT-serie en in december 2017 de nieuwe P-serie, de P-serie CrewCab en L-serie. Er is veel aandacht naar het interieur van de vrachtwagen gegaan waarbij gebruik is gemaakt van testresultaten, workshops voor klanten en feedback van bestuurders. Bij het ontwikkelen van de nieuwe generatie is gelet op: omgeving van de chauffeur, brandstofverbruik, optimaal gebruik van de binnenruimte en veiligheid en maximale betrouwbaarheid.

### Bussen

#### N-serie en K-serie
De N-serie is de vervanger van de N94, waar de K-serie de L94/K94/K114 en K124 vervangt. Beide zijn geïntroduceerd in 2005. Hiermee werd de 60 graden gekanteld in de lengte richting geplaatste motor configuratie (L94) uit productie genomen. Tevens is bij de N-serie de motor rechtop geplaatst terwijl deze bij de N94 ook 60 gekanteld was.
De bussen werden op L94 en N94 chassis gebouwd, tegenwoordig op serie N en serie K chassis. De carrosserieën werden vroeger vervaardigd door Scania Katrineholm te Katrineholm en geassembleerd bij DAB te Silkeborg, Denemarken.
De carrosserieën worden vervaardigd door OMNI te Słupsk, Polen, Sint-Petersburg, Rusland en te Katrineholm, Zweden. Scania bouwt carrosserieën onder de naam Scania OmniCity, Scania OmniLink en Scania OmniExpress. Hiervoor worden de chassis N230, N270, N310, K230, K270 en K310 gebruikt. Producten voor zowel het stadsbus- als het streekbus-segment zijn verkrijgbaar.

#### Motoren
- 9 liter vijf cilinder lijnmotor: 230pk/1050Nm, 270pk/1250Nm en 310pk/1550Nm (N en K-serie).
- 12 liter zes cilinder lijnmotor: 340pk/1700Nm, 380pk/1900Nm, 420pk/2100Nm en 470pk/2200Nm (K-serie).

### Resultaten
Scania produceert jaarlijks zo’n 90.000 vrachtwagen en autobussen. In 2009 daalden de verkopen en winst scherp als een gevolg van de financieel economische crisis en in 2020 door de coronapandemie. Europa is de grootste afzetmarkt en vertegenwoordigt ongeveer de helft van de omzet van het bedrijf.
Hieronder een overzicht van de totale productie en de financiële resultaten van het bedrijf sinds 2005:
| Jaar | Vrachtwagen productie | Bus productie | Verkopen totaal | Omzet           | Nettoresultaat  | Aantal werknemers |
| Jaar | Vrachtwagen productie | Bus productie | Verkopen totaal | (× SEK miljoen) | (× SEK miljoen) | Aantal werknemers |
| ---- | --------------------- | ------------- | --------------- | --------------- | --------------- | ----------------- |
| 2005 | 53.368                | 6141          |                 | 63.328          | 4.665           | 30.765            |
| 2006 | 60.867                | 5870          |                 | 70.738          | 5.939           | 32.820            |
| 2007 | 71.017                | 7314          |                 | 84.486          | 8.554           | 35.096            |
| 2008 | 72.656                | 7709          |                 | 88.977          | 8.890           | 34.777            |
| 2009 | 29.573                | 6236          |                 | 62.074          | 1.129           | 32.330            |
| 2010 | 60.963                | 6700          |                 | 78.168          | 9.103           | 35.514            |
| 2011 | 75.349                | 8708          |                 | 87.686          | 9.422           | 37.496            |
| 2012 | 60.647                | 6283          | 67.401          | 79.603          | 6.640           | 38.597            |
| 2013 | 75.957                | 6897          | 80.464          | 86.847          | 6.194           | 40.953            |
| 2014 | 75.287                | 6921          | 79.782          | 92.051          | 6.009           | 42.129            |
| 2015 | 72.382                | 6964          | 76.561          | 94.897          | 6.753           | 44.409            |
| 2016 | 75.452                | 8488          | 81.346          | 103.927         | 7.043           | 46.243            |
| 2017 | 87.454                | 8327          | 90.777          | 119.713         | 8.705           | 49.263            |
| 2018 | 92.679                | 8696          | 96.477          | 137.126         | 9.734           | 52.103            |
| 2019 | 89.276                | 7719          | 99.457          | 152.419         | 12.384          | 51.278            |
| 2020 | 67.106                | 5430          | 72.085          | 125.125         | 5.400           | 50.011            |
| 2021 | 89.528                | 3190          | 90.366          | 146.145         | 7.176           | 54.000            |
| 2022 | 82.827                | 5315          | 85.232          | 170.004         | 7.858           | 56.927            |
| 2023 | 97.065                | 5218          | 96.727          | 205.066         | 17.306          | 58.163            |
| 2024 | 95.673                | 5975          | 102.069         | 216.129         | 22.534          | 58.845            |

## Geschiedenis
In 1896 had de Engelse rijwielfabriek Humber & Co in Malmö een dochteronderneming opgericht, de Svenska Aktiebolaget Humber & Co. Rond 1900 werd deze overgenomen door een nieuw bedrijf Maskinfabrikaktiebolaget Scania i Malmö. Scania produceerde in 1902 en 1903 een kleine motorfiets met een 143 cc Clement-Garrard-clip-on motor. Vanwege het geringe succes duurde de productie slechts ruim een jaar. Naast rijwielen werden andere producten geïntroduceerd waaronder ook automobielen. Eerst assembleerde Scania vooral buitenlandse wagens, maar vanaf ongeveer 1905 kwamen er motoren en personen- en vrachtwagens van eigen ontwerp.
Het ontbrak aan financiële middelen om door te groeien en in 1910 ging de directie praten met concurrent Vabis, om tot een fusie te komen. Begin 1911 was de fusie een feit. Het bedrijf kreeg de naam Scania-Vabis AB. De productie van vrachtwagens werd geconcentreerd in Malmö en Södertälje richtte zich op personenauto's. In 1913 verhuisde het hoofdkantoor naar Södertälje.

### Fusie met Saab en poging tot fusie met Volvo
In 1968 fuseerde Scania-Vabis met Saab, een bedrijf dat net als Scania-Vabis in handen was van grootaandeelhouder Wallenberg. De combinatie ging verder onder de naam Saab-Scania. Toen het bedrijf in 1995 weer werd gesplitst ging Scania zelfstandig verder. In het jaar 2000 kwam de miljoenste vrachtwagen uit de fabriek. Grootaandeelhouder Investor AB verkocht in datzelfde jaar twee derde van haar belang, 37 miljoen aandelen, in Scania aan Volkswagen AG. Volkswagen kreeg hiermee 18,7% van het kapitaal en 34% van het stemrecht in handen en werd de grootste aandeelhouder.
In augustus 2000 bracht Volvo een bod uit van ruim 13 miljard gulden op Scania. Volvo had al inmiddels 45% van de Scania aandelen in handen. Europees commissaris Mario Monti blokkeerde de transactie. Hij vond dat de twee producenten een te grote macht zouden krijgen in een aantal Europese markten. In Zweden zou de combinatie 93% van de markt verkrijgen en ook in Denemarken, Finland, Engeland en Ierland waren de marktaandelen tussen de 40% en 50% te groot.

### In handen van MAN/Volkswagen
Concurrent MAN AG deed in september 2006 een overnamebod op Scania van 9,6 miljard euro. Dit bod werd afgewezen door het bedrijf en door Wallenberg, met 30% van de aandelen in bezit nog steeds een belangrijke aandeelhouder. In oktober 2006 had MAN al 14% van de aandelen in handen en bracht een nieuw bod uit van meer dan 10 miljard euro. Volkswagen AG nam een belang van 15,1% in MAN om de overname te ondersteunen. Als de overname was doorgegaan zou de combinatie de grootste vrachtwagenproducent van Europa zijn geweest. De vijandelijke overname door het Duitse MAN stuitte niet op weerstand van de Europese Commissie, dit tot ongenoegen van de Zweden. Uiteindelijk trok MAN het bod in. In november 2011 had Volkswagen een meerderheidsbelang in MAN. De belangen van MAN en Volkswagen in Scania mochten bij elkaar opgeteld worden. Volkswagen had nu - direct en middellijk via MAN - 89,2% van het stemrecht en 62,6% van het aandelenkapitaal van Scania in handen. Volkswagen streefde naar een driehoeksfusie met MAN en Scania.
In februari 2014 deed Volkswagen een bod van 6,7 miljard euro op de aandelen Scania die het nog niet bezat. De Duitsers boden 200 kronen per aandeel. Medio mei 2014 heeft Volkswagen 90,5% van de aandelen Scania verworven en kan nu via een uitrookprocedure de Zweedse vrachtwagenfabrikant van de beurs te halen en volledig eigenaar worden. Op 31 december 2022 was Traton SE de enige aandeelhouder van Scania.
In december 2017 kreeg Scania een boete van 880 miljoen euro van de Europese Commissie. Eerder kregen concurrenten DAF, MAN, Volvo/Renault, Daimler en Iveco samen boetes van 2,9 miljard euro opgelegd omdat ze tussen 1997 en 2011 hebben samengewerkt om de prijzen kunstmatig hoog te houden. Scania wilde niet schikken en moet daarom een relatief hoge boete betalen. Het bedrijf heeft altijd ontkend afspraken te hebben gemaakt. Het ging in hoger beroep, maar in februari 2024 oordeelde de rechter dat Scania moet betalen. Scania kan deze zaak nog een keer aan een hogere rechter voorleggen.
Op 1 april 2023 werden de financieringsactiviteiten voor klanten, Financial Services, afgestoten.

## Scania in Nederland

### Productie
Scania Production Zwolle B.V. is het belangrijkste Europese productiecentrum voor Scania vrachtauto's. In de fabriek te Zwolle worden de Scania's volgens specificatie 'op maat' gebouwd en geassembleerd, zowel voor de Nederlandse distributeur als voor klanten in meer dan 60 andere landen.
Scania Production Zwolle B.V. werd in 1964 opgericht en is met circa 1.600 medewerkers de grootste industriële werkgever in de wijde regio. In 2002 werden door de Zwolse fabriek meer dan 20.000 trucks afgeleverd. Dat was bijna de helft van de wereldwijde afzet van trucks en bussen in dat jaar. Scania produceert in Nederland uitsluitend op bestelling. Dat houdt in dat alle vrachtauto's specifiek volgens klanteneisen worden gebouwd. In september 2006 kwam de 400.000ste in Zwolle geproduceerde vrachtwagen van de productielijn, in december 2010 de 500.000ste en in september 2018 de 750.000ste. In 2025 kwam de 1.000.000ste vrachtwagen die in Zwolle geproduceerd werd van de productielijn.
In Meppel werden tussen 1963 en 2002 ruim 300.000 Scania-cabines geproduceerd. Die activiteit werd in 2002 geconcentreerd in Oskarshamn. Sinds 2005 is in Meppel een lakstraat waar vrachtwagencabines van bedrijfsspecifieke kleuren worden voorzien.
In april 2015 opende Scania een logistiek centrum in Hasselt. Hier worden onderdelen van leveranciers gecentraliseerd en op afroep verzonden naar de productiecentra.
In juni 2017 werd begonnen met het leggen van 22.000 zonnepanelen op het dak van Scania Production Zwolle. Het totale vermogen van de PV installatie is 6 MWp en wordt het grootste zonnedak in Nederland. De Zwolse organisatie Zonneplan gaat de panelen leveren, installeren en 15 jaar lang onderhouden.
In september 2017 plaatste het ministerie van Defensie een order voor 2.037 zware en middelzware Scania Gryphus vrachtwagens bij Scania. De Scania Gryphus is gebaseerd op de Scania XT. De voertuigen, met een laadvermogen van vijf, tien en vijftien ton, komen bij alle krijgsmachtdelen in dienst en worden in Zwolle gebouwd. De voertuigen worden tussen 2018 en 2022 geleverd en zijn geschikt voor het vervoer van wisselcontainers. Een deel van de vrachtwagens wordt bepantserd om te kunnen opereren in oorlogsgebieden.

### Bussen
Scania Vabis-bussen hielpen direct na 1945 mee aan de wederopbouw van het Nederlands openbaar vervoer. Grote aantallen bussen van dit merk hebben in Nederland dienstgedaan. De vroegste exemplaren waren compleet opgebouwd in Zweden met carrosserieën van Hägglund; andere hadden een Nederlandse carrosserie, waarvan enkele honderden gebouwd waren door de vliegtuigfabriek Fokker naar een ontwerp van Verheul.
Ook in de jaren vijftig bleef Scania Vabis een veel gekozen merk voor bussen in het streekvervoer. Het ging daarbij zowel om het trambusmodel (BF-series) als om voorbesturingsbussen (B-series). Er werden motoren van 4, 5 en 6 cilinders toegepast. Carrosserieën werden vooral geleverd door Berkhof te Valkenswaard, Hainje, Den Oudsten en Verheul, maar ook door tal van kleinere carrosseriebedrijven.
In de jaren vijftig raakte Scania in het Nederlandse openbaar vervoer buiten beeld. Pas in de jaren negentig ging Scania weer een (eerst nog bescheiden) rol spelen. In het eerste decennium van de 21ste eeuw begon Arriva weer op grotere schaal gebruik te maken van bussen het merk.
Via importeur Fa. Adr. Beers hebben touringcars van het merk Scania (Vabis) eveneens aftrek gevonden in Nederland.
Personenauto's

 Volkswagen ·  Audi ·  Porsche ·  SEAT ·  Cupra ·  Škoda ·  Bentley ·  Lamborghini

Bedrijfsvoertuigen, bussen en vrachtwagens
 Volkswagen ·  Scania ·  MAN SE ·  Navistar
- International Standard Name Identifier: 0000 0000 9512 7485
- Library of Congress Control Number: n2002018427
- Virtual International Authority File: 140129706